# Cornwall-on-Hudson
Cornwall-on-Hudson es una villa ubicada en el condado de Orange en el estado estadounidense de Nueva York. En el año 2000 tenía una población de 3,058 habitantes y una densidad poblacional de 602.4 personas por km².

## Geografía
Cornwall-on-Hudson se encuentra ubicada en las coordenadas 41°26′33″N 74°00′50″O / 41.44250, -74.01389. Según la Oficina del Censo, la ciudad tiene un área total de 5,4 km² (2,1 mi²), de la cual 5,1 km² (2 mi²) es tierra y 0,3 km² (0,1 mi²) (5.31%) es agua.

## Demografía
Según la Oficina del Censo en 2000 los ingresos medios por hogar en la localidad eran de $75,300, y los ingresos medios por familia eran $88,000. Los hombres tenían unos ingresos medios de $55,000 frente a los $37,857 para las mujeres. La renta per cápita para la localidad era de $31,272. Alrededor del 3.9% de la población estaban por debajo del umbral de pobreza.